# Андрихи
Андрихи (пол. Andrychy) — село в Польщі, у гміні Грабово Кольненського повіту Підляського воєводства.
Населення — 88 осіб (2011).
У 1975-1998 роках село належало до Ломжинського воєводства.

## Демографія
Демографічна структура станом на 31 березня 2011 року:
|          | Загалом | Допрацездатний вік | Працездатний вік | Постпрацездатний вік |
| -------- | ------- | ------------------ | ---------------- | -------------------- |
| Чоловіки | 45      | 8                  | 31               | 6                    |
| Жінки    | 43      | 10                 | 20               | 13                   |
| Разом    | 88      | 18                 | 51               | 19                   |